# Catch Thirty-Three
Catch Thirty-Three (también conocido como Catch 33) es el quinto disco de la banda sueca Meshuggah.
Aunque consta de 13 pistas, se trata de una sola canción dividida en 13 secciones. Los mismos integrantes de la banda han constatado que, incluso siendo un lanzamiento de por sí, está considerado como un álbum experimental y no es todavía un álbum genuinamente hablando. La dirección musical está en concordancia con la evolución que continua desde Nothing y I, utilizando estructuras pesadas y dejando a un lado muchas trazas de thrash metal.
Líricamente se trata de un álbum conceptual, que gira en torno a diferentes tipos de paradojas; de ahí el título Catch 33 (véase Trampa 22)
Este álbum es también el primero en el que en su totalidad la batería ha estado programada, en lugar de ejecutada, por el baterista Tomas Haake. Dicha programación se ha realizado con Drumkit From Hell, un paquete de software que usa la batería de Tomas Haake como samples, por lo que la banda no pudo trabajar conjuntamente con la batería. La primera canción de Meshuggah que usa esta tecnología es "War", del álbum Rare Trax.

## Listado de pistas
| Catch Thirty-three |                           |          |  |
| N.º                | Título                    | Duración |  |
| 1.                 | «Autonomy Lost»           | 1:40     |  |
| 2.                 | «Imprint of the Un-saved» | 1:36     |  |
| 3.                 | «Disenchantment»          | 1:44     |  |
| 4.                 | «The Paradoxical Spiral»  | 3:11     |  |
| 5.                 | «Re-Inanimate»            | 1:04     |  |
| 6.                 | «Entrapment»              | 2:29     |  |
| 7.                 | «Mind's Mirrors»          | 4:30     |  |
| 8.                 | «In Death - Is Life»      | 2:02     |  |
| 9.                 | «In Death - Is Death»     | 13:23    |  |
| 10.                | «Shed»                    | 3:34     |  |
| 11.                | «Personae Non Gratae»     | 1:47     |  |
| 12.                | «Dehumanization»          | 2:56     |  |
| 13.                | «Sum»                     | 7:18     |  |
| 47:06              |                           |          |  |

- Datos: Q2518285